# Neuroetologia
La neuroetologia è una branca della biologia che studia, tramite un approccio evoluzionistico e comparativo, i comportamenti degli animali in relazione alle relative meccaniche di controllo messe in atto dal sistema nervoso.
Obiettivo di questa branca interdisciplinare delle neuroscienze è comprendere come il sistema nervoso centrale traduce stimoli biologicamente rilevanti in comportamento approfondendo la struttura e le funzioni di quella che a livello neurofisiologico è considerata una "black box" che controlla il comportamento naturale degli animali, spesso denominato "comportamento istintivo" o "comportamento innato". 
In pratica applica le neuroscienze all'etologia, cercando di integrare i vari livelli comportamentali a quelli neurologici.

## Libri di testo
- Zupanc, G.K.H. (2004). Behavioral Neurobiology: An Integrative Approach.  Oxford University Press. New York.
- Carew, T.J. (2000) Behavioral Neurobiology: The Cellular Organization of Natural Behavior. Sinauer, Sunderland Mass.
- Simmons, P., Young, D. (1999) Nerve Cells and Animal Behaviour. 2nd. Edn. Cambridge University Press. New York.
- Camhi J. (1984) Neuroethology: Nerve Cells and the Natural Behavior of Animals. Sinauer Associates.
- Guthrie, D. M. (1980) Neuroethology: An Introduction. Wiley, New York.
- Ewert, J.-P. (1980) Neuroethology: An Introduction to the Neurophysiological Fundamentals of Behavior. Springer-Verlag. New York. – Video Image Processing in the Visual System of the Common Toad – Behavior, Brain Function, Artificial Neuronal Net.
- Ewert, J.-P. (1976) Neuroethologie: Einführung in die neurophysiologischen Grundlagen des Verhaltens. HT 181. Springer-Verlag Heidelberg, Berlin, New York.
- Marler, P., Hamilton W.J. (1966) Mechanisms of Animal Behavior. John Wiley & Sons Inc., New York.